# 17 novembre dans les chemins de fer
17 octobre 17 décembre
Chronologies thématiques
- Croisades
- Sports
- Disney

Cette page concerne les événements qui se sont déroulés un 17 novembre dans les chemins de fer.

## Événements

### XIXesiècle
- 1885.  Canada :   la ligne de chemin de fer transcontinentale du Canadien Pacifique est complétée.

### XXesiècle
- 1902.  France :   ouverture[1] de la section de la Gare d'Écueillé à la Gare de Le Blanc de la ligne du chemin de fer du Blanc-Argent

- 1945.  France :   la SNCF reçoit les premières locomotives à vapeur 141 R commandées aux États-Unis.

### XXIesiècle
- 2007.  France :   Mise en service de la première ligne du tramway du Mans, sur 15,4 km entre les stations Antarès et Université[2].